# 釋有權
釋有權（1081年—1180年），號伊菴，臨安昌化人士，俗姓祁，年幼時即發心出家，為南宋常州華藏寺沙門，為禪門臨濟宗楊岐派高僧。

## 生平
有權法師幼年向佛，十四歲出家為沙彌 ，篤志勤勵，深入經藏，博學多聞。十八歲一心參禪，到靈隱寺參禮佛智端裕和尚，當時無菴法全和尚為道場寺首座，有權法師前往向他請益，得無菴禪師密付心印。
有權法師得心要後，益加精進堅固定境，常夜裡打坐深入禪定一坐到天亮，在早齋時行堂師要添粥，法師專注攝心持念，忘了把鉢蓋打開，隣坐的僧人用手觸摸提醒他時，有權法師頓然大悟！悟後書偈曰：「黑漆崑崙把釣竿，古帆高掛下驚湍，蘆花影裏弄明月，引得盲龜上釣船。」此後，有權法師韜光養晦，在江浙一帶行跡十年，後受命擔任常州華藏寺住持。
宋孝宗淳熙七年（1180年）秋天，法師示現微疾，留下一偈後圓寂，荼毘 後齒舌不壞，得五彩舍利無數，建塔供奉。

## 法嗣

### 師長
- 無庵法全[4]